# Xerotia arabica
Xerotia arabica är en nejlikväxtart som beskrevs av Oliver. Xerotia arabica ingår i släktet Xerotia och familjen nejlikväxter. Inga underarter finns listade i Catalogue of Life.